# Pink Sweat$
David Bowden (sinh ngày 14 tháng 2 năm 1992), còn được biết đến với nghệ danh Pink Sweats (cách điệu thành Pink Sweat$), là một ca sĩ và nhạc sĩ người Mỹ. Anh phát hành EP đầu tiên của mình mang tên gọi Volume 1 vào ngày 2 tháng 11 năm 2018.

## Sự nghiệp âm nhạc
Pink Sweats chưa tiếp xúc với âm nhạc cho đến khi anh 17 tuổi, anh ngưỡng mộ những nghệ sĩ như Michael Jackson, Prince và Kanye West. Anh trở thành một nhạc sĩ sau khi chiến đấu với căn bệnh co thắt tâm vị (Achalasia). Nghệ danh của anh ra đời vì anh luôn mặc quần thể thao màu hồng. Anh bắt đầu sáng tác âm nhạc ở tuổi 19 như một ca sĩ thực tập tại Sound Stigma Studios, nơi anh nhận ra tình yêu của mình với công việc sáng tác cũng như bắt đầu phát triển sự nghiệp âm nhạc của bản thân. Anh đã sản xuất nhiều thể loại âm nhạc khác nhau cho rapper Tierra Whack và bộ đôi ca sĩ nhạc đồng quê Florida Georgia Line.
Vào ngày 12 tháng 7 năm 2018, anh phát hành đĩa đơn đầu tiên với tựa đề Honesty, đĩa đơn này sau đó bắt đầu thu hút được sự chú ý trên các nền tảng nghe nhạc trực tuyến, đạt vị trí thứ 10 trên 'Bảng xếp hạng Viral' của Spotify. Anh phát hành đĩa đơn thứ hai No Replacing You vào ngày 26 tháng 7 cùng năm. EP đầu tay Volume 1 của anh được phát hành vào ngày 2 tháng 11 năm 2018, sau đó, nam ca sĩ tiếp tục thực hiện một video âm nhạc cho Drama vào cuối tháng. Sau Volume 1, anh tiếp nối bản phát hành này với phần tiếp theo mang tên gọi Volume 2.

## Danh sách đĩa hát

### Đĩa mở rộng
| Tên đĩa     | Chi tiết                                                                                 |
| ----------- | ---------------------------------------------------------------------------------------- |
| Volume 1    | - Phát hành: 02/11/2018 - Nhãn: Human Re Sources, Atlantic - Loại hình: Digital download |
| Volume 2    | - Phát hành: 28/03/2019 - Nhãn: Human Re Sources, Atlantic - Loại hình: Digital download |
| The Prelude | - Phát hành: 17/072020 - Nhãn: Atlantic - Loại hình: Digital download                    |

### Đĩa đơn
| Tên                                                             | Năm  | Vị trí cao nhất | Vị trí cao nhất | Album       | Chứng nhận       |
| Tên                                                             | Năm  | KOR             | SGP             | Album       | Chứng nhận       |
| --------------------------------------------------------------- | ---- | --------------- | --------------- | ----------- | ---------------- |
| "Honesty"                                                       | 2018 | 158             | —               | Volume 1    | - RIAA: Platinum |
| "No Replacing You"                                              | 2018 | —               | —               | Volume 1    |                  |
| "Drama"                                                         | 2018 | —               | —               | Volume 1    |                  |
| "I Know"                                                        | 2019 | —               | —               | Volume 2    |                  |
| "Coke & Henny, Pt. 1"                                           | 2019 | —               | —               | Volume 2    |                  |
| "Coke & Henny, Pt. 2"                                           | 2019 | —               | —               | Volume 2    |                  |
| "I Wanna Be Yours" với Crush                                    | 2019 | —               | —               |             |                  |
| "Only A Fool" (với Galantis và Ship Wrek)                       | 2020 | —               | —               |             |                  |
| "17"                                                            | 2020 | —               | —               | The Prelude |                  |
| "Icy"                                                           | 2020 | —               | —               | The Prelude |                  |
| "At my worst"                                                   | 2020 | —               | 1               | —           |                  |
| "—" biểu thị bản ghi không có biểu đồ hoặc không được phát hành |      |                 |                 |             |                  |

### Đĩa đơn kết hợp
| Tên                                               | Năm  | Album       |
| ------------------------------------------------- | ---- | ----------- |
| "Man on Fire" (Thutmose kết hợp với Pink Sweat$)  | 2018 | Man on Fire |
| "Upset" (Gashi kết hợp với Pink Sweat$ và Njomza) | 2020 | 1984        |

### Khách mời
| Tên             | Năm  | Nghệ sĩ khác | Album               |
| --------------- | ---- | ------------ | ------------------- |
| "50 in da Safe" | 2019 | Wale         | Wow... That's Crazy |